# Церква Святих Апостолів Петра і Павла (Ясіня)
Церква Святих Апостолів Петра і Павла (Ясіня) — пам'ятка архітектури національного значення. Розташовується у селі Ясіня Рахівського району Закарпатської області[1]. Охоронний номер — 206/1. Відомі назви, які вживаються — Церква Преображення Господнього, Плетовацька церква.

## Історія
Дерев'яна святиня датується далеким 1780 роком. Дослідники вважають, що храм спершу стояв з іншого боку Карпатського вододілу, у селі Яблуниця, звідки у 1871 році його перенесли і заново зібрали в урочищі Плитоватий, на окраїні Ясіні при виїзді на Лазещину та Яблуницький перевал. Існує однак також думка, що зважаючи на розмір споруди і архітектурні деталі, вона значно новіша, і 1871 — це власне рік будівництва. Згодом храм ще неодноразово ремонтувався, зокрема у 1932 році, коли був оновлений іконостас, у радянські часи у 1971 році, коли церква починаючи з 1963 року слугувала музеєм, та на початку 1990 років, коли храм повернули вірним.
В радянські часи церква охоронялась як пам'ятка архітектури Української РСР (№ 206/1). В 2018 році церква визнана об'єктом культурної спадщини національного значення, який внесено до Державного реєстру нерухомих пам'яток України (№ 070039).

## Архітектура
Храм типово-гуцульський, хрещатий у плані з рівними раменами, одноверхий, бічні зруби увінчані невеликими маківками. До вхідного зрубу, вже у 20 ст., прибудований витягнений бабинець. Центральна баня, на відміну від Струківської церкви, велика і стрімко витягнена угору, вона, як і барабан нижче — восьмигранної форми. Верхівка бані теж має велику маківку, а от світловий ліхтар відсутній. Дахи храму вкриті бляхою вже віддавна, а стіни — дерев'яним гонтом у вигляді ромбів та пофарбовані брунатною фарбою. Бічні зруби і центральний барабан прорізані великими вікнами. На верхах храму збереглися великі старовинні ковані хрести, а от двері, на жаль, ніяк не схожі на 18 ст.

## Розташування
Плетовацька церква, як і Струківська, має статус пам'ятника архітектури національного значення. Храм стоїть у центрі великого цвинтаря, що простягнувся збоку від автодороги., тож забезпечено вільний огляд з усіх боків. Безпосередньо навколо споруди територія вкрита тротуарною плиткою. Дещо далі на схід, на відстані 20 м, бачимо дерев'яну дзвіницю, витриману у одному стилі з храмом.

## Перехід в ПЦУ
17 лютого 2019 року, загальні збори Спасо-Преображенської парафії смт. Ясіня (вул. М. Грушевського, 164, ур. Плитоватий) Рахівського району Закарпатської області абсолютною більшістю голосів ухвалили рішення вийти зі складу Хустської єпархії Російської Православної Церкви в Україні (Московського патріархату) (керуючий єпархією митрополит Марк (Петровцій)) та разом із храмом приєдналась до Карпатської єпархії Православної Церкви України на Закарпатті (керуючий єпархією єпископ Віктор (Бедь)).